# D. J. Campbell
Dudley Junior „D. J.“ Campbell (* 12. November 1981 in London) ist ein ehemaliger englischer Fußballspieler. Der Stürmer spielte im Laufe seiner Karriere für Birmingham City, den FC Blackpool und den Queens Park Rangers in der Premier League.

## Karriere

### Non-League football
Zwischen 2000 und 2005 verbrachte D. J. Campbell seine Spielerkarriere im sogenannten Non-League-football-Bereich des englischen Fußballs. Durch zahlreiche Tore bei den unterklassigen Vereinen empfahl er sich für eine Chance bei einem Profiverein. Besonders beim FC Yeading konnte sich Campbell auszeichnen, indem er 65 Tore in 88 Ligaspielen erzielte. Am 7. Juni 2005 unterschrieb Campbell einen Vertrag beim FC Brentford.

### D. J. Campbell im Profifußball
Sein neuer Verein agierte zu diesem Zeitpunkt in der drittklassigen Football League One. D. J. Campbell erwarb sich schnell einen Stammplatz und erzielte neun Tore in 23 Ligaspielen, ehe er bereits am 31. Januar 2006 erneut den Verein wechselte und sich für £500,000 Ablöse Birmingham City anschloss. Sein neuer Verein aus Birmingham spielte in der ersten Liga, stieg jedoch am Saisonende aus der Premier League 2005/06 ab. Campbell war in der Premier League kein Treffer gelungen, dafür agierte er in der Football League Championship erfolgreicher und feierte am Saisonende den Wiederaufstieg seiner Mannschaft in der Football League Championship 2006/07. City belegte den zweiten Tabellenrang hinter dem AFC Sunderland und kehrte damit in die Premier League zurück.
Zu Beginn der neuen Spielzeit unterschrieb Campbell für 1,6 Mio. Pfund Ablöse einen Vierjahresvertrag beim englischen Zweitligisten Leicester City. Der Start bei seinem neuen Verein verlief sehr enttäuschend, denn Leicester stieg überraschend aus der Football League Championship 2007/08 in die drittklassige Football League One ab. Lediglich ein Punkt fehlte auf den rettenden 21. Tabellenplatz und Coventry City. Campbell konnte die in ihn gesetzten Erwartungen bei Leicester City nicht erfüllen und wurde während der Saison 2008/09 an den FC Blackpool ausgeliehen. Dort konnte er zwischen Januar und Juni 2009 seine Stürmerqualitäten besser zeigen und erzielte neun Tore in 20 Einsätzen in der Football League Championship 2008/09. 
Auch in der Football League Championship 2009/10 agierte D. J. Campbell auf Leihbasis. Von November 2009 bis Januar 2010 erzielte er drei Tore in acht Spielen für Derby County. Anschließend kehrte er von Februar bis Juni 2010 zum FC Blackpool zurück, der inzwischen von Ian Holloway trainiert wurde und bereits Campbells Trainer bei Leicester City gewesen war. Auch dort erwies er sich erneut als treffsicher und sorgte mit acht Toren in 15 Spielen mit dafür, dass Blackpool am Saisonende den sechsten Platz belegte und in die Play-offs einzog. Dort gewann Blackpool das Hinspiel zu Hause mit 2:1 gegen Nottingham Forest, ehe Campbell mit drei Toren beim 4:3-Sieg im Rückspiel zum umjubelten Held wurde. Nach dem 3:2-Sieg im Finale in Wembley gegen Cardiff City stieg der Verein zur Überraschung aller in die Premier League auf. Nach der Saison musste Campbell zu Leicester City zurückkehren, da der neue Trainer Paulo Sousa nicht auf ihn verzichten wollte. Am 31. August 2010 unterschrieb er jedoch einen Zweijahresvertrag in Blackpool.